# Persuasione (film 2022)
Persuasione (Persuasion) è un film del 2022 diretto da Carrie Cracknell.
La pellicola è il moderno adattamento cinematografico dell'omonimo romanzo di Jane Austen.

## Trama
Otto anni dopo essere stata spinta dalla famiglia a rompere il fidanzamento con Frederick Wentworth, l'uomo ritorna improvvisamente nella vita di Anne Elliot.

## Produzione

### Sviluppo
Nell'aprile 2021 è stato annunciato che Dakota Johnson avrebbe interpretato Anne Elliot in un adattamento cinematografico di Persuasione diretto da Carrie Cracknell e sceneggiato da Ronald Bass ed Alice Victoria Winslow.
Il mese successivo è stata annunciata la partecipazione al film di Henry Golding, Cosmo Jarvis, Suki Waterhouse, Richard E. Grant, Nikki Amuka-Bird, Ben Bailey Smith, Izuka Hoyle, Mia McKenna-Bruce e Nia Towle, mentre nel giugno dello stesso anno Edward Bluemel, Lydia Rose Bewley e Yolanda Kettle si sono uniti al cast.

### Riprese
Le riprese principali sono iniziate nel maggio 2021.

## Promozione
Il primo trailer del film è stato pubblicato il 14 giugno 2022.

## Distribuzione
Persuasione è stato reso disponibile sulla piattaforma Netflix il 15 luglio 2022.

## Accoglienza
Il film ha ricevuto critiche in genere negative, in particolare riguardo alla regia e all'adattamento.